# John Sheppard
Majoor (Lt. Colonel) John Sheppard is een personage in de sciencefictionserie Stargate Atlantis. Hij wordt gespeeld door Joe Flanigan.

## Biografie
Hij is een officier bij de luchtmacht en de leider van een SG-team. Hij heeft een vervelende aantekening in zijn dossier, omdat hij een direct bevel heeft genegeerd in een mislukte poging om zijn mannen te redden in Afghanistan. Hij is toen overgeplaatst naar McMurdo. Hij kreeg de opdracht om generaal O'Neill naar de buitenpost van de Ancients te brengen. Daar weet hij een drone-wapen te ontwijken. In de buitenpost gaat hij even op de Ancient stoel zitten en hij blijkt het ATA gen te bezitten en het concentratievermogen om Ancient technologie te bedienen. Op aanraden van McKay en Weir mag hij daarom mee naar Atlantis. Nadat Kolonel Sumner is gedood, is Sheppard de hoogste militair in rang. Hij is bekwaam piloot en militair. Later in de serie wordt hij gepromoveerd tot Luitenant-Kolonel.